# Alú Aljánov
Alú Dadáshevich Aljánov (en ruso: Алу Дадашевич Алханов) (Kazajistán, 1957) fue el jefe del gobierno de la república rusa de Chechenia, entre 2004 y 2007.
Sus padres fueron deportados en 1944 a Kazajistán como gran parte del pueblo checheno. En 1962 marchó a Chechenia y se unió al ejército, que abandonó en 1982 para incorporarse a la vida política. Ocupó la Dirección de Transportes hasta 1992. 
Con la primera guerra chechena en 1994, apoyó a Rusia, siendo condecorado en 1996. En 2003 fue nombrado ministro del Interior de Chechenia y, tras la muerte de Ajmat Kadírov en 2004, jefe de la República Chechena hasta el 15 de octubre de 2007, cuando fue sustituido por Ramzán Kadírov.
- Datos: Q319240
- Multimedia: Alu Alkhanov / Q319240